# Эвзен
Эвзе́н (фр. Euvezin) — коммуна во французском департаменте Мёрт и Мозель региона Лотарингия. Относится к  кантону Тиокур-Реньевиль.	

## География
Эвзен расположен в 33 км к юго-западу от Меца и в 37 км к северу от Нанси. Соседние коммуны: Буйонвиль на севере, Тиокур-Реньевиль на северо-востоке, Сен-Буссан на юго-западе, Эссе-э-Мезре на западе, Панн на северо-западе.

## История
- На территории коммуны находятся следы галло-романского периода.
- Вплоть до начала 20 века в Эвзене производилось вино под маркой Тиокур.

## Демография
Население коммуны на 2010 год составляло 101 человек.
| 1962 | 1968 | 1975 | 1982 | 1990 | 1999 | 2010 |
| ---- | ---- | ---- | ---- | ---- | ---- | ---- |
| 139  | 133  | 118  | 107  | 81   | 83   | 101  |

## Достопримечательности
- Замок Эвзен был первоначально выстроен в XV веке, полностью реставрирован в XVIII веке. С 2009 года включён в список памятников истории.
- Церковь XVIII века.